# Маргарян, Маргар Аветисович
Маргар Аветисович Маргарян (арм. Մարգար Մարգարյան;4 октября 1894, Вагаршапат, Эриванская губерния — 20 ноября 1941, Ереван) — армянский музыкант, мастер игры на дудуке. Был известен под именем уста (мастер) Маргар.

## Биография
Усовершенствовал конструкцию инструмента, придав его входной части коническую форму, что упростило настройку дудука и сделало богаче звук.
С 1926 года играл в Ансамбле народных инструментов телевидения и радио Армянской ССР (руководитель — А. А. Мерангулян).
В 1939 году Маргар Маргарян участвовал в декаде армянского искусства в Москве. На Всесоюзном смотре музыкантов-исполнителей на национальных инструментах удостоился похвального отзыва. Исполнительское искусство Маргаряна высоко оценил Арам Хачатрян.
Оказал сильное влияние на маленького Дживана Гаспаряна, подарил ему первые инструменты.
«Никогда не думал, что стану известным всему миру артистом. <…> Токарем хотел стать. А потом услышал, как играет на дудуке наш знаменитый музыкант Маргар Маргарян. Музыканты играли в зале, где показывали старый, еще немой, фильм. Потом я их нашел в летнем театре, подошел и попросил дудук. Они усмехнулись: „Сынок, иди домой, не мешай“. <…> Когда я им наконец надоел, то кто-то сказал: „Слушай, у тебя что, нет родителей?“ — „Нет“. Маргарян долго смотрел на меня и протянул мне дудук».
В СССР были выпущены пластинки с музыкой в исполнении Маркара Маргаряна. Также музыкант исполнил партию дудука в фильмах «Пэпо» (первый звуковой армянский фильм), «Зангезур», «Севанские рыбаки», «Горный поток» и др.

## Семья
Жена Астхик. Дети Агван, Зорик, Коля, Грач, Марине, Тереза, Сильва.

## Награды
- Медаль «За трудовое отличие» (4 ноября 1939 года) — за выдающиеся заслуги в деле развития армянского театрального и музыкального искусства[7].